# سید محمدمهدی دستغیب
سید محمدمهدی دستغیب (زادهٔ ۱۳۰۳ – درگذشته ۵ فروردین ۱۳۹۳ در نجف)، تولیت آستان احمدی و محمدی در شیراز را از سال ۱۳۶۰ تا ۱۴ اسفند ۱۳۹۲ بر عهده داشت. وی برادر کوچکتر سید عبدالحسین دستغیب بود.

## زندگی‌نامه
آیت الله سید محمدمهدی دستغیب علوم دینی را در نجف نزد سید ابوالقاسم خویی و سید عبدالهادی شیرازی و سپس در قم نزد سید حسین طباطبایی بروجردی و اراکی فراگرفت و در علوم معنوی از سید علی قاضی، انصاری همدانی و حسنعلی نجابت بهره برد.
وی تولیت آستان احمدبن موسی شاهچراغ را از سال ۱۳۶۰ با حکم سید روح‌الله خمینی تا ۱۴ اسفند ۱۳۹۲ بر عهده داشت. پس از استعفای وی، سید علی‌اصغر دستغیب با حکم سید علی خامنه‌ای عهده‌دار این منصب شد.
دستغیب سال‌ها مشغول تدریس دروس خارج فقه و اصول بوده و درس خارج فقه وی تا زمان درگذشت در «مدرسه حکیم» دایر بود. وی در ۵ فروردین سال ۱۳۹۳ در نجف درگذشت.
مقامات نظام جمهوری اسلامی درگذشت وی را تسلیت گفتند و سید علی خامنه‌ای رهبر ایران، ۱۶ فروردین درگذشت وی را تسلیت گفت.
حسنعلی نجابت از عرفای معاصر و استاد او در زمینه شخصیت معنوی وی گفته بود: «هیچ چیز را از آنچه لازمهٔ سلوک است فرونگذاشته»

## مدفن
پیکر او در حرم سید میرمحمد در صحن جامع احمدی و در جوار برادرش سید عبدالحسین دستغیب به خاک سپرده شده است.